# Dudváh
Dudváh (węg. Dudvág) – rzeka w zachodniej Słowacji, w dorzeczu Dunaju. Długość - 97 km, powierzchnia zlewni - 1.507 km², przeciętny przepływ - 1,3 m³/s (w Siladicach). Lewostronnny dopływ Čiernej vody. 
Źródła Dudváhu znajdują się w południowej części Białych Karpat, pod szczytem Wielka Jaworzyna. Koło Čachtic Dudváh wypływa w dolinę Wagu, nie wpada do niego jednak, ponieważ od zachodu Wag jest otoczony wysokim wałem osadów. Dudváh płynie równolegle do Wagu aż do Niziny Naddunajskiej, zbierając dopływy z Małych Karpat (Holeška, Chtelnička, Blava, Trnávka i Gidra). Obie rzeki są połączone odnogą koło wsi Siladice. Na wysokości wsi Križovany Dudváh zatacza lekki łuk na zachód. Koło wsi Čierny Brod Dudváh dzieli się na dwa ramiona - główne płynie na południe i wpada do Čiernej vody koło wsi o tej samej nazwie, zaś drugie - Salibský Dudváh - płynie na południowy wschód i koło wsi Kráľov Brod również uchodzi do Čiernej vody. 
Dudváh, z wyjątkiem odcinka źródłowego, jest rzeką nizinną. Ma duże znaczenie gospodarcze jako oś sieci melioracyjnej na Nizinie Naddunajskiej.